# Gran Criterium
Gran Criterium (Bepi Biasuzzi Memorial, eller Piero Biondi Memorial fram till 2011), var ett travlopp för 2-åriga varmblodiga travhästar som kördes på Ippodromo del trotto di San Siro (1960–2012), Ippodromo Sant'Artemio (2013–2014) och Ippodromo La Maura (2016–2017). Loppet kördes över 1 600 meter med autostart. Det var ett Grupp 1-lopp, det vill säga ett lopp av högsta internationella klass, och den samlade prissumman var 187 000 euro (2017).
Bland segrarna i loppet, finns bland annat Zarenne Fas, Vampire Dany och Viking Kronos.

## Segrare
| År   | Bana     | Vinnare       | Körsven             | Tränare           | Tid     | Odds  |
| ---- | -------- | ------------- | ------------------- | ----------------- | ------- | ----- |
| 2017 | La Maura | Zarenne Fas   | Ferdinando Minopoli | Team Minopoli     | 1.14,9a | 11.92 |
| 2016 | La Maura | Vampire Dany  | Roberto Andreghetti | Erik Bondo        | 1.13,7a | 3.84  |
| 2015 | La Maura | Demonia Roma  | Joseph Verbeeck     | Philippe Allaire  | 1.14,7a | 1.66  |
| 2014 | Treviso  | Tony Gio      | Mauro Baroncini     | Mauro Baroncini   | 1.14,6a | 9.05  |
| 2013 | Treviso  | Sceicco       | Andrea Guzzinati    | Andrea Guzzinati  | 1.13,5a | 8.29  |
| 2012 | San Siro | Ruty Grif     | Marco Smorgon       | Marco Smorgon     | 1.14,1a | 4.29  |
| 2011 | San Siro | Perkins Grif  | Andrea Farolfi      | Walter Zanetti    | 1.14,0a | 12.18 |
| 2010 | San Siro | Opal Brown    | Federico Esposito   | Team Moni         | 1.15,3a | 37.98 |
| 2009 | San Siro | Nieves VL     | Andrea Guzzinati    | Björn Lindblom    | 1.15,1a | 12.55 |
| 2008 | San Siro | Main Wise As  | Hugo Langeweg J:r   | Hugo Langeweg J:r | 1.15,4a | 9.59  |
| 2007 | San Siro | Lord Capar    | Örjan Kihlström     | Sven Andersson    | 1.15.1a | 2.28  |
| 2006 | San Siro | Ilaria Jet    | Roberto Andreghetti | Tiberio Cecere    | 1.13,6a | 3.57  |
| 2005 | San Siro | Gilly Lb      | Andrea Guzzinati    | Philippe Allaire  | 1.13,8a | 4.04  |
| 2004 | San Siro | First Wise As | Pietro Gubellini    | Maurizio Grosso   | 1.14,4a | 5.90  |
| 2003 | San Siro | Ellymay       | Pietro Gubellini    | Maurizio Grosso   | 1.16,0a | 1.65  |
| 2002 | San Siro | Doria As      | Mauro Baroncini     | Mauro Baroncini   | 1.15,1a | 3.80  |
| 2001 | San Siro | Come on Grif  | Giampaolo Minnucci  | Jori Turja        | 1.16,3a | 21.90 |
| 2000 | San Siro | Beir di Casei | Santo Mollo         | Santo Mollo       | 1.15,3a | 11.70 |
| 1999 | San Siro | Aigre Doux    | Giampaolo Minnucci  | Paolo Leoni       | 1.15,5a | 1.70  |
| 1998 | San Siro | Zambesi Bi    | Jan Nordin          | Jan Nordin        | 1.15,1a | 2.50  |
| 1997 | San Siro | Viking Kronos | Lutfi Kolgjini      | Lutfi Kolgjini    | 1.15,2a | 1.10  |
| 1996 | San Siro | Dino As       | Enrico Bellei       | Enrico Bellei     | 1.15,4a |       |
| 1995 | San Siro | Tiffany As    | Mauro Baroncini     | Mauro Baroncini   | 1.14,9a |       |
| 1994 | San Siro | Pik König     | Rolf Dautzemberg    | Rolf Dautzemberg  | 1.16,5a |       |
| 1993 | San Siro | Rapid Effe    | Maurio Rivara       | Maurio Rivara     | 1.15,6a |       |
| 1992 | San Siro | Penelope Dei  | Jan Nordin          | Jan Nordin        | 1.16,6a |       |